# Aylesbury
Aylesbury ist die Hauptstadt der englischen Grafschaft Buckinghamshire und hat 62.904 Einwohner (2022). Die Stadt liegt in der Unitary Authority Buckinghamshire, dessen Hauptort sie ebenfalls ist. Der River Thame fließt im Norden der Stadt.

## Geschichte
Der Name der Stadt stammt aus dem Angelsächsischen; Ausgrabungen im Stadtzentrum in den frühen 1990er Jahren haben aber gezeigt, dass hier bereits 1500 v. Chr. eine Siedlung war. Aylesbury war einer der wichtigsten Marktstädte der angelsächsischen Zeit und ist im Domesday Book verzeichnet.
Aylesbury wurde 1529 von Heinrich VIII. zur Hauptstadt der Grafschaft Buckinghamshire ernannt. Zuvor war dies Buckingham gewesen, aber die Ländereien um Aylesbury gehörten dem Vater von Anne Boleyn und es wird vermutet, dass Heinrich VIII. damit seine Beziehungen zu deren Vater verbessern wollte.
Im Englischen Bürgerkrieg spielte die Stadt eine bedeutende Rolle als Festung der parlamentarischen Kräfte.
Das jakobinische Herrenhaus von Hartwell in der Nähe von Aylesbury war die Residenz von Ludwig XVIII. während seines Exils (1810–1814). Die Stadt erhielt auch in den 1960er Jahren internationale Aufmerksamkeit, als die Täter des großen Eisenbahnraubs von 1963 in Aylesbury verurteilt wurden.
Seit den 1960er Jahren hat sich die Einwohnerzahl verdoppelt.

## Handel und Industrie
Der Marktort Aylesbury war bis zurück zu den Angelsachsen ein Handelszentrum. Dies begründet sich durch die Lage der Stadt an der Akeman Street, die London mit dem Südwesten verband.
Seit 1477 wurde Getreide in der Stadt angebaut. Bis in die moderne Zeit handelte es sich dabei um einen wichtigen Industriezweig; die letzte Mühle schloss in den 1970er Jahren.
Um 1560 herum war die Herstellung von Nadeln zu einem bedeutenden Wirtschaftsfaktor geworden, weil diese nur in Aylesbury hergestellt wurden.
1672 wurde den armen Kindern die Spitzenherstellung beigebracht, um ihnen ein Einkommen zu ermöglichen. Spitze aus Buckinghamshire (Bucks lace) war sehr gefragt und die Herstellung, die hauptsächlich von armen Frauen und Kindern durchgeführt wurde, wuchs erheblich. Die manuelle Spitzenherstellung starb im Viktorianischen Zeitalter aus, als maschinell hergestellte Spitze vorgezogen wurde.
Nachdem 1814 Aylesbury an den Grand-Union-Kanal angeschlossen wurde, brachte dies neue Industrien in die Stadt. Bis in das späte 19. Jahrhundert hinein waren die Buchdruckerei und Buchbinderei Hazell, Watson und Viney sowie die Molkerei der Firma Nestlé die größten Arbeitgeber der Stadt – mehr als die Hälfte der Bevölkerung arbeitete in diesen Betrieben.
Auch heute ist Aylesbury ein wichtiges Handelszentrum. Nestlé sowie Hazell, Watson und Viney sind nicht mehr in der Stadt, aber drei Industriezentren stellen sicher, dass die Stadt eine der niedrigsten Arbeitslosenquoten des Landes hat.

## Städtepartnerschaft
Aylesbury hat eine Partnerstadt in Frankreich: Bourg-en-Bresse in der Region Auvergne-Rhône-Alpes.

## Söhne und Töchter der Stadt
- Thomas Gore Browne (1807–1887), Offizier und Gouverneur der britischen Kolonien St. Helena, Neuseeland und Tasmanien
- George T. Pretyman (1845–1917), Offizier der British Army
- Rutland Boughton (1878–1960), Komponist
- John Edwards (1904–1959), Politiker
- Anthony Wootton (1935–1988), Tier- und Naturbuchautor
- Michael Apted (1941–2021), Filmregisseur und Dokumentarfilmer
- Gabriella Licudi (1941–2022), Schauspielerin
- Kris Ife (1946–2013), Sänger, Gitarrist und Songwriter
- Carolyn Seymour (* 1947), Schauspielerin
- Frederick Taylor (* 1947), Historiker
- Jane Youngberg (* 1948), kanadische Badmintonspielerin
- John Otway (* 1952), Songtexter und Sänger
- Tony Bevan (* 1956), Jazz-Saxophonist
- Duncan McDougall (* 1959), Ruderer
- Simon Wigg (1960–2000), Bahnsportler
- David Belgrove (* 1962), Diplomat
- Liam Gillick (* 1964), Maler, Bildhauer und Objektkünstler
- Christopher Smith (* 1965), Althistoriker
- Katie Ryder Richardson (* 1969), Schauspielerin
- Lee Probert (* 1972), Fußballschiedsrichter
- Chris Bradford (* 1974), Autor, Musiker und Kampfkünstler
- Emmerson Boyce (* 1979), Fußballspieler
- Danny Watts (* 1979), britischer Rennfahrer
- Jules Buckley (* 1980), Dirigent, Komponist und Arrangeur
- Chris Ryder (* 1980), Squashspieler
- Sam Ricketts (* 1981), Fußballspieler und -trainer
- Martin Grech (* 1982), maltesisch-britischer Singer-Songwriter
- J. P. Kelly (* 1987), Pokerspieler
- Pamela Relph (* 1989), Ruderin
- Ellen Toni White (* 1989), Fußballspielerin
- Matt Phillips (* 1991), Fußballspieler

Weiterhin ist die Band Marillion mit der Stadt verwurzelt und unterhält ein Studio in der Stadt.